# John Rea (Politiker)
John Rea (* 27. Januar 1755 bei Chambersburg, Franklin County, Province of Pennsylvania; † 26. Februar 1829 ebenda) war ein US-amerikanischer Politiker. Zwischen 1803 und 1811 sowie nochmals von 1813 bis 1815 vertrat er den Bundesstaat Pennsylvania im US-Repräsentantenhaus.

## Werdegang
John Rea besuchte die öffentlichen Schulen seiner Heimat. In den 1770er Jahren schloss er sich der Amerikanischen Revolution an. Während des Unabhängigkeitskrieges diente er in der Miliz des Cumberland County. Dabei stieg er bis zum Hauptmann auf. Im Jahr 1784 wurde er zum Leichenbeschauer im Franklin County bestellt. Gleichzeitig schlug er eine politische Laufbahn ein. Zwischen 1785 und 1802 wurde er acht Mal in das Repräsentantenhaus von Pennsylvania gewählt. In den Jahren 1793 und 1794 war er Bezirksrevisor. Er wurde Mitglied der Ende der 1790er Jahre von Thomas Jefferson gegründeten Demokratisch-Republikanischen Partei.
Bei den Kongresswahlen des Jahres 1802 wurde Rea im siebten Wahlbezirk von Pennsylvania in das US-Repräsentantenhaus in Washington, D.C. gewählt, wo er am 4. März 1803 die Nachfolge von Thomas Boude antrat. Nach drei Wiederwahlen konnte er bis zum 3. März 1811 vier Legislaturperioden im Kongress absolvieren. Während dieser Zeit wurde im Jahr 1803 durch den von Präsident Jefferson getätigten Louisiana Purchase das Staatsgebiet der Vereinigten Staaten beträchtlich erweitert. 1804 wurde der zwölfte Verfassungszusatz ratifiziert. Im Jahr 1810 wurde John Rea nicht wiedergewählt.
Während des Britisch-Amerikanischen Kriegs von 1812 war er Generalmajor der Staatsmiliz. Nach dem Tod des Abgeordneten Robert Whitehill wurde Rea bei der fälligen Nachwahl im fünften Distrikt von Pennsylvania als dessen Nachfolger in das US-Repräsentantenhaus gewählt, wo er am 11. Mai 1813 sein neues Mandat antrat. Bis zum 3. März 1815 konnte er die angebrochene Legislaturperiode im Kongress beenden. Dabei erlebte er, wie das Kongressgebäude während des noch laufenden Krieges im Jahr 1814 durch die Briten niedergebrannt wurde.
In den Jahren 1823 und 1824 gehörte Rea dem Senat von Pennsylvania an. Danach zog er sich in den Ruhestand zurück. Er starb am 26. Februar 1829 in Chambersburg.